# Kenyas præsidenter
Kenya blev uafhængig i 1963 og blev til en republik i 1964. Kenyas præsidenter har været:
| Nr | Billede            | Navn                                 | Fra                | Til                | Parti                                             |
|    | Præsident af Kenya | Præsident af Kenya                   |                    |                    |                                                   |
| -- | ------------------ | ------------------------------------ | ------------------ | ------------------ | ------------------------------------------------- |
| 1  |                    | Jomo Kenyatta                        | 12. december 1964  | 22. august 1978    | Kenya Afrikanske Nationalunion                    |
| 2  |                    | Daniel arap Moi (agerende præsident) | 12. december 1978  | 8. november 1978   | Kenya Afrikanske Nationalunion                    |
| 2  | Daniel arap Moi    | 8. november 1978                     | 30. december 2002  |                    | Kenya Afrikanske Nationalunion                    |
| 3  |                    | Mwai Kibaki                          | 30. december 2002  | 9. april 2013      | Nationale Regnbue Koalition Nationalenhedspartiet |
| 4  |                    | Uhuru Kenyatta                       | 9. april 2013      | 13. september 2022 | Den Nationale Alliance Jubelår Partiet            |
| 5  |                    | William Ruto                         | 13. september 2022 | Nuværende          | United Democratic Alliance                        |